# Fulgora cearensis
Fulgora cearensis är en insektsart som först beskrevs av Da Fonseca 1932.  Fulgora cearensis ingår i släktet Fulgora och familjen lyktstritar. Inga underarter finns listade i Catalogue of Life.